# Россин
Россин (нем. Rossin) — община в Германии, в земле Мекленбург-Передняя Померания.
Входит в состав района Восточная Передняя Померания. Подчиняется управлению Анклам-Ланд.  Население составляет 158 человек (на 31 декабря 2010 года). Занимает площадь 12,62 км².